# Melani Costa Schmid
Melanie Felicitas Costa Schmid, més coneguda com a Melani Costa o Melanie Costa, (Palma, 24 d'abril de 1989) és una nedadora mallorquina especialista en els 200, 400 i 800 metres lliures.

## Biografia
Va competir als Jocs Olímpics d'Estiu de 2008, i als Jocs Olímpics d'Estiu de 2012 als 400 metres lliures, acabant 9a a la fase de classificació, sense poder arribar a la final. Va competir també als 200 metres lliures, acabant 9a a la semifinal.
Al Campionat del Món de natació en piscina curta d'Istanbul el 2012 hi va guanyar dues medalles, una d'or en 400 m. lliures, i una de bronze en 200 m. lliures.

### Campionat del Món de 2013
Al Campionat del Món de natació de 2013, celebrat a Barcelona, participà en els 100, 200 i 400 m. lliures, relleus de 4x100 i 4x200 metres lliures, així com els relleus de 4x100 metres estils. A la prova de 400 metres lliures es proclamà subcampiona del món batent el rècord espanyol amb un temps de 4:02.47. Als 200 metres lliures es va quedar sense medalla després de marcar el 5è millor temps a la final. No obstant això, es va classificar per a la final amb el tercer millor temps establint un nou rècord d'Espanya amb una marca de 1:56.19. En els 100 m. lliures quedà eliminada a les preliminars després de quedar setena de la seva sèrie (0:55.51).
L'any 2023 va concloure els estudis del Grau de Fisioteràpia a la Universitat de les Illes Balears (UIB), amb vistes a exercir una professió molt vinculada al que ha estat la seva dedicació esportiva.

## Reconeixements
El Palau d'Esports del municipi de Calvià porta el seu nom.